# Randia pubistyla
Randia pubistyla är en måreväxtart som beskrevs av C.Gust.. Randia pubistyla ingår i släktet Randia och familjen måreväxter. Inga underarter finns listade i Catalogue of Life.